# Puro sangue lusitano

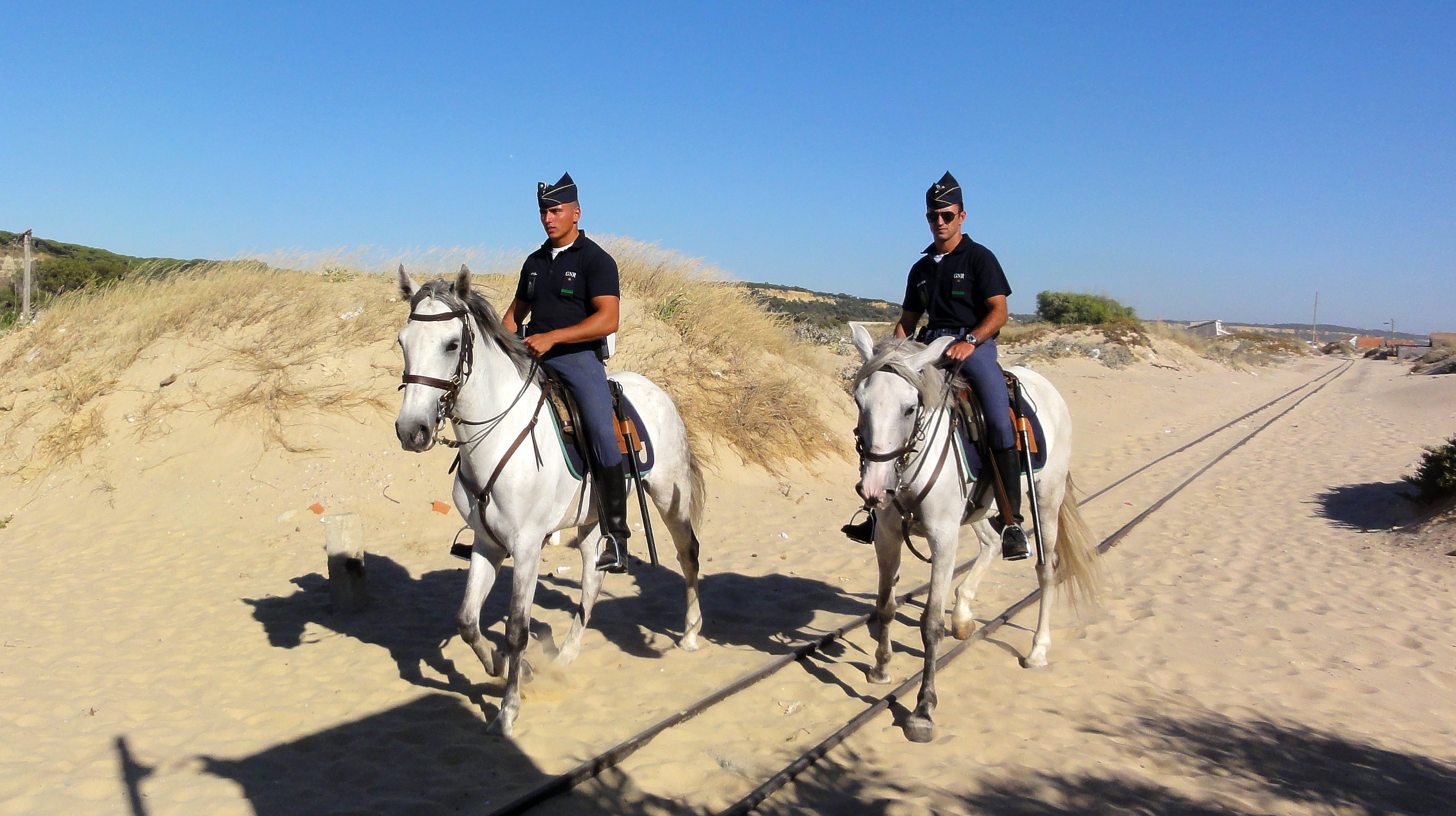
Cavalos lusitanos da Guarda Nacional Republicana patrulha da Costa da Caparica

O puro-sangue lusitano (PSL) é uma raça de cavalos com origem em Portugal. É o cavalo de sela mais antigo do mundo, sendo montado há mais de cinco mil anos.[controverso]
Os seus ancestrais são comuns aos da raça sorraia e árabe. Essas duas raças formam os denominados cavalos ibéricos, que evoluíram a partir de cavalos primitivos existentes na Península Ibérica dos quais se supõe descender directamente o pequeno grupo da raça sorraia ainda existente. Pensa-se que essa raça primitiva foi cruzada com cavalos berberes oriundos do Norte de África e mais tarde tiveram também influência do árabe.
O puro-sangue lusitano apresenta aptidão natural para alta escola (Haute École) e exercícios de ares altos, uma vez que põe os membros posteriores debaixo da massa com grande facilidade. Assim, o lusitano revela-se não só no toureio e equitação clássica, mas também nas disciplinas equestres federadas como adestramento, obstáculos, atrelagem e, em especial, equitação de trabalho, estando no mesmo patamar que os melhores especialistas da modalidade.

## Terminologia
Esta raça é conhecida sob as denominações de lusitano e de puro-sangue lusitano por analogia com o puro-sangue espanhol ou pura-raça espanhol. A denominação oficial do stud-book português é puro-sangue lusitano.

## Nomes dos equinos
Cada ano equestre corresponde uma letra do alfabeto, sendo obrigatório o registro animais PSL com nomes que se iniciem com essa letra. O ano equestre inicia em 1 de julho correspondendo uma letra do alfabeto português antigo (com letras sequenciais do alfabeto português actual, excluindo-se as letras K, W e Y).
| Início do ano equino | 2003 Julho | 2004 Julho | 2005 Julho | 2006 Julho | 2007 Julho | 2008 Julho | 2009 Julho | 2010 Julho | 2011 Julho | 2012 Julho | 2013 Julho | 2014 Julho | 2015 Julho | 2016 Julho | 2017 Julho | 2018 Julho | 2019 Julho | 2020 Julho | 2021 Julho | 2022 Julho | 2023 Julho | 2024 Julho | 2025 Julho | 2026 Julho |
| Letra                | Z          | A          | B          | C          | D          | E          | F          | G          | H          | I          | J          | L          | M          | N          | O          | P          | Q          | R          | S          | T          | U          | V          | X          | Z          |

Portanto, um cavalo PSL nascido entre 1 de julho de 2004 e 30 junho de 2005 tem um nome iniciado pela letra A.
A Associação Brasileira de Criadores do Cavalo Puro Sangue Lusitano (ABPSL) permite em caso de registros com nome igual a um já existente nesse ano, ser adicionado um sufixo com as iniciais do criador e no máximo três palavras ou 26 caracteres.